# 布延柏勒格
布延柏勒格（1791年—？），又名布彦博勒格，字錫五，号範堂，科尔沁哈郎噶特氏，蒙古正蓝旗人。嘉庆戊辰翻译举人，丁丑翻译进士。

## 生平履历
- 嘉庆十三（1808）年，中翻译举人；
- 嘉庆十四（1809）年，考取内阁中书；
- 嘉庆十七（1812）年，任军机章京；
- 嘉庆二十二（1817）年，中翻译进士；
- 道光元（1821）年，理藩院行走；
- 道光二（1822）年，补授主事；
- 道光五（1825）年十一月，任河南汝宁府知府；
- 道光十七（1837）年，任河南开封府知府；
- 道光二十一（1841）年署理浙江按察使。
- 浙江金衢嚴道[1]

## 家庭成员
- 曾祖雅思哈，护军參領；
- 祖五明安，乾隆庚午举人，盛京盖平县知县；
- 父雙善，乾隆壬子翻译举人，内阁中书；
- 母汪佳氏；
- 妻正蓝旗汉军趙氏，直隶山永协副将寅宾之女，道光癸未进士達綸之姐。
- 子錫齡、延齡、全齡、九齡。
- 子桂齡，咸丰二年顺天乡试举人；妻杨氏，属内务府正黄旗汉军、光緒十五年（1889年）己丑科进士楊鍾羲家族。